# 汪文臺
汪文台（1796年—1844年），字南士。安徽黟县人。
少时家贫好学。精于校勘。曾为阮元《十三校勘记》作《识语》。阮元嘆服之餘，聘其前往扬州。藏书数万卷。辑有《七家〈后汉书〉》二十一卷，包括《谢承》书八卷，《薛莹》书一卷，《司马彪》书五卷，《华峤》书二卷，《谢沈》书一卷，《袁山松》书二卷，《张璠》书一卷，另附無名氏書一卷，是近代《後漢書》輯佚工作最為完備者。